# Андерсен, Грета
Грета Мари Андерсен (дат. Greta Marie Andersen; 1 мая 1927, Копенгаген — 6 февраля 2023, Солванг, Калифорния) — датская пловчиха, чемпионка и серебряный призёр летних Олимпийских игр 1948 года, двукратная чемпионка Европы.

## Биография
Грета Мари Андерсен родилась в 1927 году в Копенгагене. На чемпионате Европы по водным видам спорта 1947 года Андерсен победила в эстафете 4×100 м вольным стилем в составе сборной Дании и заняла третье место на дистанции 100 м вольным стилем. На летних Олимпийских играх 1948 года она победила на дистанции 100 м вольным стилем и завоевала серебряную медаль в эстафете 4×100 м вольным стилем в составе сборной Дании. Во время прохождения дистанции 400 м вольным стилем она неожиданно потеряла сознание. Позднее в автобиографии она объяснила это дисменореей. На чемпионате Европы 1950 года она победила на дистанции 400 м вольным стилем, завоевала серебряную медаль в эстафете 4×100 м вольным стилем в составе сборной Дании и бронзовую медаль на дистанции 100 м вольным стилем. Участвовала в летних Олимпийских играх 1952 года. Она 9 раз была чемпионкой Дании.
В середине 1950-х годов Андерсен переехала в США, где поселилась в Калифорнии, получила американское гражданство. Она 6 раз переплывала Ла-Манш и установила мировой рекорд по количеству раз и времени, переплыв пролив в 1958 году за 10 часов 59 минут. В 1960 году вместе с мужем открыла школу по плаванию, которая просуществовала до 1980 года. В 1969 году Андерсен была включена в Зал Славы мирового плавания.